# AFPRO Filters
AFPRO Filters is een Nederlands bedrijf afkomstig uit Alkmaar. Het bedrijf is opgericht in 1979 als 'ACS Filtertechniek' en maakt luchtfilters en luchtfilterinstallaties. Sinds 2017 heeft het bedrijf de huidige naam en heeft kantoren in Nederland, België en Duitsland.
De filters zijn in staat om de kleinste deeltje vervuilde lucht te filteren en worden gebruikt in operatiekamers, in de farmaceutische industrie, maar voornamelijk in kantoren omdat zij in staat zijn fijnstof te filteren.
In augustus 2008 opende het bedrijf samen met Chinees airconditioning-fabrikant Yatai een fabriek in Dezhou, China.
Op 30 januari werd bekend dat bedrijf duizenden luchtfilters zal leveren voor de bouw van het eerste noodziekenhuis in Wuhan wegens de uitbraak van het coronavirus aldaar in 2019.